# Morlock Dance

Logo von Morlock Dance

Morlock Dance ist ein deutsches Produzententeam, bestehend aus Harald Grunsky und Achim Kohl. Morlock Dance arbeitet im Frankfurter Raum.

## Name
Morlock Dance entstand im Nieder-Rodener Studio (1996/97). Dort wurde rund um die Uhr Musik produziert, die „Nachtschicht“ in der Regel von Harald Grunsky übernommen. Der Name Morlock Dance spielt auf die Morlocks im Film Die Zeitmaschine an (die mutierte Menschenspezies Morlocks lebt hier in einer dunklen Unterwelt vom Verzehr der im Tageslicht lebenden Eloi und betreibt merkwürdige, wummernde Maschinen).

## Projekte und Künstler
U. a. produzierten und komponierten Morlock Dance für die Projekte Hale-Bob, ION, Plastic und Velvet, auch in Zusammenarbeit mit anderen Teams, u. a. Cyborg Dance Music Production (Cyborg DMP). Morlock Dance’ Projekt Hale-Bob veröffentlichte beim Label Future Recordings, das von Talla 2XLC unter dem Firmennamen Music Research geführt wurde.
Bei den Projekten ION, Velvet, Hale-Bob und Plastic wurde der Gesang von unterschiedlichen Sängerinnen ausgeführt. ION: Barbara Bach; Velvet: Stephanie Dellmann und Rita Ringheanu; Hale-Bob: die meisten Titel von Pradeepa Goebel und Rita Ringheanu.

## Tonträger
Eine Auswahl erschienener Tonträger (Titel):
- The Secret Key of Life, Project: Plastic; 1997, Arcade, CNR Music (CD, Single, Maxi)
- Show me the Way, Project: Velvet; 1997, eastwest (CD, Single, Maxi, Video)
- Mental Atmosphere, (b-Seite: Andromeda); Project: Hale-Bob; 1997, Future Records (Vinyl, Maxi)
- Magic Flute, (b-Seite: Jakusha); Project: Hale-Bob; 1997, Future Records (Vinyl, Maxi)
- Anastasis, (b-Seite: Divine Order); Hale-Bob; 1998, Future Records (Vinyl)
- Lite & Shade, Project: ion; 1999, Future Records, (Vinyl Maxi, 4 Mixe)
- The greatest Trip, Remix, Project: Sascha Miguel + Longy; 1998, Suck me Plasma (Vinyl)
- Walking ’round the Appletree, Remix, Project: Huckleberry; 1998, Sony Music, Dancepool (Remix, CD, Vinyl)
- Project: ION; 1999 - überarbeitet 2007, erschienen auf dem Album Breaking the Darkness (iTunes): Titel (Light & Shade, Kingdom of Light, When I go forever), 8 Tracks/Mixe

## Soloproduktionen
Von Achim Kohl erschienen diverse Soloproduktionen.
Auch Harald Grunsky produziert solo oder mit anderen, z. B. (Titel):
- No Fear, Project: Venus Inc.; 2000, Scuba Records, Vinyl Maxi, 2 Mixe, Vocals: Pradeepa - mit Mixen von Jay Frog („Scooter“ (Band))
- Time Travelling, Project: Stoned Pirates; 2001, Space Trax, Vinyl Maxi, 2 Mixe, Vocals: Pradeepa - coproduziert von Rick Air
- Meer, Project: 1000 Themen; 2003, Universal Family Entertainment, CD - Musik für eine Kinder-Lern-CD
- Mehr als nur ein Spiel, Project: Larry GreenSky feat. Pradeepa; 2005, Vocals: Pradeepa, coproduziert mit Rick Air, Soccer Records - Fan-CD der Eintracht Frankfurt
- Cheer with Franky, Project: Pradeepa; Vocals: Pradeepa, 2007, Soccer Records - Frankfurt Galaxy CD
- Der zwölfte Mann, Project: Spielmacher; Vocals: Matthis Angermann, 2008, Soccer Records - Fan-CD der Eintracht Frankfurt
- Silent Crying & Child in Time, Project: Pitchrider & friends; Vocals: Pradeepa, 2010; (Liberté Records (P)Liberté Records, (C)Liberté Records)